# Diospyros oblonga
Diospyros oblonga är en tvåhjärtbladig växtart som beskrevs av Nathaniel Wallich och George Don jr. Diospyros oblonga ingår i släktet Diospyros och familjen Ebenaceae. Inga underarter finns listade i Catalogue of Life.